# MCA Records

Logotyp använd från 1991 till 1997.

MCA Records var ett skivbolag med bas i Nordamerika. Skivbolaget bildades 1962 och ingick som en del av Music Corporation of America (MCA). MCA Records uppgick 2003 i Geffen Records som ägs av Universal Music Group.

## Artister (urval)
MCA Records stod bland annat för Alanis Morissettes debutalbum och för dubbel-LP:n "Jesus Christ Superstar" 1970. Under perioder var också Roy Orbison och Sheena Easton knutna till MCA.
- Bobby Brown
- Grass Roots
- Guy
- Heavy D. & The Boyz
- Elton John
- Four Tops
- The Mamas and The Papas
- Steely Dan
- Three Dog Night
- Tom Petty & The Heart Breakers
- Ralph Tresvant
- Jody Watley

## Verksamhet i Sverige
MCA Records hade ett svenskt kontor på Kungsgatan i Stockholm.